# Заречное (Уссурийский городской округ)
В Приморье в Октябрьском районе тоже есть село Заречное.
Заре́чное — село в Уссурийском городском округе Приморского края России, расположенное в 24 километрах от Уссурийска. Входит в состав Кондратеновской территории.
Население по итогам переписи 2010 года составляет 863 человек.

## География
Село Заречное стоит на правом берегу реки Комаровка, река в этом месте извилистая, образует лиманы, старицы и заболоченные озёра.
Село связано с Уссурийском двумя автомобильными дорогами.
Первая автомобильная дорога (через Глуховку) имеет протяжённость 29 километров, 5 км покрытия которой — грунтовая дорога, остальные 20 км — асфальт.
Вторая автомобильная дорога имеет общую протяжённость 15 км, всё покрытие — грунтовая дорога (за исключением отрезка в один километр федеральной трассы «Уссури»).
От села Заречное вверх по правому берегу реки идёт дорога к сёлам Кондратеновка (12 км), Каймановка и Каменушка (15 км).
В трёх километрах от Заречного (вверх по реке) от перекрёстка на восток идёт дорога к селу Горнотаёжное, а по мосту через Комаровку — к селу Долины и далее по левому берегу реки к селу Дубовый Ключ.

## Население
| 2002 | 2010 |
| ---- | ---- |
| 693  | ↗863 |

## Инфраструктура
В селе расположены:
- ГУЗ «Приморская краевая психиатрическая больница № 2»;
- ФАП;
- Магазин;
- Два многоэтажных жилых строения;
- Частные жилые строения;
- Дачные участки.

## Транспорт
С центром городского округа Уссурийском село связано автобусными маршрутами № 117, и в дачный период автобусный маршрут № 123

## Образование
В Заречном нет ни одного образовательного учреждения. Поэтому все школьники обучаются в школе села Каменушка, которое расположено в 15 км от Заречного.

## Связь
- Оператор фиксированной связи «Ростелеком».

Сотовые операторы:
- «МТС»;
- «Билайн»;
- «МегаФон»;
- «Tele 2».